# Josh Inman
Josh Inman, född den 13 mars 1980 i Hillsboro, Oregon, är en amerikansk roddare.
Han tog OS-brons i åtta med styrman i samband med de olympiska roddtävlingarna 2008 i Peking.